# Хасидзумэ, Сиро
Сиро Хасидзумэ (яп. 橋爪四郎 Хасидзумэ Сиро:, 20 сентября 1928, Вакаяма — 9 марта 2023, Ота) — японский пловец, призёр Олимпийских игр.
Родился в Вакаяме; окончил университет Нихон.
16 августа 1949 года установил новый мировой рекорд, проплыв 1500 м вольным стилем за 18 минут и 35,7 секунд, однако этот рекорд был побит в тот же день.
В 1952 году на Олимпийских играх в Хельсинки  завоевал серебряную медаль на дистанции 1500 м вольным стилем.